# Billionaire Boys Club
Billionaire Boys Club – marka odzieżowa założona w 2003 roku przez Pharrella Williamsa i Nigo.

## Historia
W 2003 roku piosenkarz Pharrell Williams nawiązał współpracę z projektantem mody i twórcą marki A Bathing Ape Nigo i razem stworzyli Billionaire Boys Club.
W 2004 roku ICECREAM, pierwotnie spółka zależna Billionaire Boys Club, zaprezentowała linię obuwia skoncentrowaną na skateboardzie. Rok później Billionaire Boys Club otworzyło pierwszy sklep w Tokio w Japonii, później mark rozszerzyła działalność na miasta Nowy Jork i Londyn.
Dalszym krokiem było powstanie Billionaire Girls Club, jest to siostrzana marka dla kobiet, wprowadzona na rynek w 2011 roku.
W sierpniu 2011 r. Raper Jay-Z nawiązał współpracę z Billionaire Boys Club. Później raper, poprzez spółkę joint venture z Iconix, zainwestował w markę.

## Lokacje
Billionaire Boys Club ma sklepy w Nowym Jorku w USA, w Londynie w Wielkiej Brytanii i w Tokio w Japonii. Kilka innych sklepów sprzedających odzież Billionaire Boys Club i Ice Cream istnieje w Ameryce Północnej, Europie, Azji i na Bliskim Wschodzie.